# Södertälje Kings
Södertälje Kings este un club profesionist de baschet din Södertälje, Suedia. Echipa joacă în Basketligan. Clubul joacă meciurile de pe teren propriu în sala Täljehallen. Södertälje este echipa cea mai de succes din istoria baschetului suedez câștigând 10 campionate naționale, cu 3 mai mult decât următoarea echipă LF Basket Norrbotten.

## Palmares
- Campionatul Suedez (11):

1978, 1987, 1988, 1990, 1991, 1992, 2005, 2013, 2014, 2015, 2016

## Sezoane
| Sezon   | Competiții interne | Competiții interne | Competiții interne | Competiții interne | Competiții europene | Competiții europene | Competiții europene |
| Sezon   | Divizie            | Liga               | Pos.               | Post sezon         | Divizie             | Liga                | Rezultat            |
| ------- | ------------------ | ------------------ | ------------------ | ------------------ | ------------------- | ------------------- | ------------------- |
| 2010–11 | 1                  | Basketligan        | 4                  | Semifinalistă      | N/A                 | N/A                 | N/A                 |
| 2011–12 | 1                  | Basketligan        | 2                  | Viceampioana       | N/A                 | N/A                 | N/A                 |
| 2012–13 | 1                  | Basketligan        | 3                  | Campioana          | 3                   | EuroChallenge       | SR                  |
| 2013–14 | 1                  | Basketligan        | 1                  | Campioana          | 3                   | EuroChallenge       | SR                  |
| 2014–15 | 1                  | Basketligan        | 1                  | Campioana          | 3                   | EuroChallenge       | SR                  |
| 2015–16 | 1                  | Basketligan        | 1                  | Campioana          | 3                   | FIBA Europe Cup     | 16-imi              |